# Обливский район
Обли́вский райо́н — административно-территориальная единица (район) и муниципальное образование (муниципальный район) в составе Ростовской области Российской Федерации.
Административный центр — станица Обливская.

## География
Расстояние до Ростова-на-Дону — 360 км.
Обливский район расположен в северо-восточной части области и граничит на севере с Советским районом, на востоке и юге с районами Волгоградской области и на западе с Морозовским и Милютинским районами.
Климат района умеренно континентальный с большой амплитудой среднемесячных температур. Наиболее характерные черты климата: жаркое лето и сравнительно холодная зима, частые ветры. Основные водные артерии — реки Чир, Березовая и Машка.

## История
История Обливского района насчитывает уже более двух с половиной столетий. В исторических записках краеведа Х. И. Попова указано, что хутор Обливы при реке Чир основан в 1744 году. В 1838 году в нём было 42 двора.
Образован район в 1924 году. В 1935 году был разукрепнен. В 1954—1957 годах входил в состав Каменской области. В 1963 году укрупнен за счет присоединения территории бывшего Милютинского и Советского районов.

## Население
| 2002    | 2009    | 2010    | 2011    | 2012    | 2013    | 2014    | 2015    | 2016    |
| ------- | ------- | ------- | ------- | ------- | ------- | ------- | ------- | ------- |
| 19 167  | ↘18 340 | ↗18 872 | ↘18 810 | ↘18 627 | ↘18 358 | ↘18 114 | ↘17 982 | ↘17 787 |
| 2017    | 2018    | 2019    | 2020    | 2021    |         |         |         |         |
| ↘17 573 | ↘17 369 | ↘17 174 | ↘17 085 | ↘16 960 |         |         |         |         |

Национальный состав
По итогам переписи населения 2020 года проживали следующие национальности (национальности менее 0,1 % и другое см. в сноске к строке «Другие»):
| Национальность | Численность, чел. | Доля     |
| -------------- | ----------------- | -------- |
| Русские        | 15 170            | 91,44 %  |
| Даргинцы       | 340               | 2,05 %   |
| Казахи         | 268               | 1,62 %   |
| Татары         | 142               | 0,86 %   |
| Армяне         | 136               | 0,82 %   |
| Чеченцы        | 64                | 0,39 %   |
| Белорусы       | 53                | 0,32 %   |
| Грузины        | 51                | 0,31 %   |
| Украинцы       | 47                | 0,28 %   |
| Таджики        | 42                | 0,25 %   |
| Другие         | 278               | 1,66 %   |
| Итого          | 16 591            | 100,00 % |

## Административно-муниципальное устройство
В Обливском районе 38 населённых пунктов в составе семи сельских поселений:
| № | Сельские поселения                 | Административный центр | Количество населённых пунктов | Население | Площадь, км2 |
| - | ---------------------------------- | ---------------------- | ----------------------------- | --------- | ------------ |
| 1 | Александровское сельское поселение | хутор Александровский  | 3                             | ↗574      | 254,95       |
| 2 | Алексеевское сельское поселение    | хутор Алексеевский     | 4                             | ↘650      | 235,22       |
| 3 | Караичевское сельское поселение    | хутор Караичев         | 5                             | ↘1043     | 285,29       |
| 4 | Каштановское сельское поселение    | посёлок Каштановский   | 4                             | ↘986      | 277,33       |
| 5 | Нестеркинское сельское поселение   | хутор Нестеркин        | 7                             | ↘1063     | 317,62       |
| 6 | Обливское сельское поселение       | станица Обливская      | 12                            | ↘11 530   | 356,53       |
| 7 | Солонецкое сельское поселение      | хутор Солонецкий       | 3                             | ↘1112     | 286,53       |

## Населённые пункты
Распределение населения района:
 Обливская (58,42 %) Средний Чир  (4,31 %) Солонецкий  (3,59 %) Каштановский  (3,22 %) Алексеевский  (3,14 %) Остальные (27,32 %)
| №  | Населённый пункт | Тип                             | Население | Муниципальное образование          |
| -- | ---------------- | ------------------------------- | --------- | ---------------------------------- |
| 1  | Александровский  | хутор                           | 325       | Александровское сельское поселение |
| 2  | Алексеевский     | хутор                           | 532       | Алексеевское сельское поселение    |
| 3  | Артемов          | хутор                           | 4         | Караичевское сельское поселение    |
| 4  | Бокачевка        | хутор                           | 56        | Алексеевское сельское поселение    |
| 5  | Глухомановский   | хутор                           | 120       | Обливское сельское поселение       |
| 6  | Дубовой          | хутор                           | 113       | Обливское сельское поселение       |
| 7  | Запрудный        | посёлок                         | 275       | Каштановское сельское поселение    |
| 8  | Караичев         | хутор                           | 456       | Караичевское сельское поселение    |
| 9  | Каштановский     | посёлок                         | 546       | Каштановское сельское поселение    |
| 10 | Кзыл-Аул         | хутор                           | 311       | Обливское сельское поселение       |
| 11 | Киреев           | хутор                           | 397       | Караичевское сельское поселение    |
| 12 | Ковыленский      | хутор                           | 400       | Обливское сельское поселение       |
| 13 | Кривов           | хутор                           | 484       | Нестеркинское сельское поселение   |
| 14 | Леонов           | хутор                           | 353       | Александровское сельское поселение |
| 15 | Лобачев          | хутор                           | 450       | Обливское сельское поселение       |
| 16 | Машинский        | хутор                           | 150       | Алексеевское сельское поселение    |
| 17 | Нестеркин        | хутор                           | 427       | Нестеркинское сельское поселение   |
| 18 | Новополеевский   | посёлок                         | 344       | Солонецкое сельское поселение      |
| 19 | Обливская        | станица, административный центр | ↗9908     | Обливское сельское поселение       |
| 20 | Паршин           | хутор                           | 76        | Караичевское сельское поселение    |
| 21 | Попов            | хутор                           | 1         | Обливское сельское поселение       |
| 22 | Пухов            | посёлок                         | 151       | Каштановское сельское поселение    |
| 23 | Рябовский        | хутор                           | 187       | Обливское сельское поселение       |
| 24 | Самохин          | хутор                           | 12        | Нестеркинское сельское поселение   |
| 25 | Северный         | посёлок                         | 121       | Обливское сельское поселение       |
| 26 | Секретёв         | хутор                           | 10        | Обливское сельское поселение       |
| 27 | Сеньшин          | хутор                           | 121       | Обливское сельское поселение       |
| 28 | Серебряковский   | хутор                           | 36        | Алексеевское сельское поселение    |
| 29 | Сиволобов        | хутор                           | 408       | Солонецкое сельское поселение      |
| 30 | Синяпкин         | хутор                           | 54        | Александровское сельское поселение |
| 31 | Слепихин         | хутор                           | 14        | Нестеркинское сельское поселение   |
| 32 | Солонецкий       | хутор                           | 609       | Солонецкое сельское поселение      |
| 33 | Сосновый         | посёлок                         | 270       | Караичевское сельское поселение    |
| 34 | Средний Чир      | посёлок                         | 731       | Обливское сельское поселение       |
| 35 | Трухин           | хутор                           | 41        | Нестеркинское сельское поселение   |
| 36 | Фролов           | хутор                           | 228       | Нестеркинское сельское поселение   |
| 37 | Черновский       | хутор                           | 10        | Нестеркинское сельское поселение   |
| 38 | Шаповаловка      | посёлок                         | 141       | Каштановское сельское поселение    |

## Местное самоуправление
Председатели собрания депутатов
- Вихрова Галина Николаевна[2]

Главы администрации района
- до мая 2013 года — Золотовский Александр Григорьевич
- с июля 2013 года — Владимир Черноморов[1]

## Экономика
Основная отрасль экономики района — сельское хозяйство. Одним из главных направлений развития сельского хозяйства в районе является производство зерна и, в первую очередь, озимой пшеницы.
Транспорт
Через райцентр проходит железнодорожная ветка в сторону Ростова и Волгограда, имеется железнодорожная станция — Обливская.
В этом же направлении идет автомобильная трасса республиканского значения. С северными районами области район связывает автотрасса «Обливская—Каргинская».

## Достопримечательности
- Мемориал памяти не вернувшимся с войны обливчанам в станице Обливская (ул Ленина, 1б).
- Хлебные амбары купца-хлебопромышленника Е. Т. Парамонова (1904 год).
- Памятник В. И. Ленину в станице Обливская[22].

Краеведческий музей станицы Обливская открыт в 1994 году. Музей находится в старинном доме купца Дементьева. Ранее дом занимал школьный музей. Музей был основан  местной жительницей В. Ф. Авсециной.
В музее представлены материалы по истории станицы и ОБливского района. Среди них предметы быта станичников, старые фотографии, картины, предметы декоративно-прикладного искусства, гербарии, чучела животных и др. Всего в фонде музея около двух тысяч предметов.
Объекты культурного наследия  регионального значения:
- Купеческий дом в станице Обливская.
- Свято-Никольский храм в станице Обливская. Построен в 1915 году.

Памятники археологии:
- Поселение «Бокачевское» в селе Бокачевка.
- Курганная группа «Машинский II» (3 кургана) в с. Машинский.
- «Машинское I» в с. Машинский.

К памятникам природы района относятся:
- Урочище Обливские пески около станицы Обливской с посадками сосен (1940 год).
- Урочище Чернышевские пески — посадки сосны 1933 года. Площадь Обливского агролесомелиоративного опорного пункта составляет 9054 га (включая лесные массивы и полосные посадки). Строение Чирского песчаного массива представлено в виде приречной (луговой), надлуговой и пристепной террас.
- Чирский заказник. Расположен между рек Чир и Березовая. Площадь заказника составляет около 41 тыс. га.